# Золотилово (Можайский район)
Золоти́лово — деревня в Можайском районе Московской области. Расположена в 25 км к западу от Можайска.
В XIX веке принадлежала семье помещика, отца Стогова Эразма Ивановича. Стоговы были выселены Иваном Грозным из свободного Новгорода в Русское царство вместе с рядом других зажиточных дворян. Потеряли практически всё имущество и в Смоленской-Московской губернии начинали практически с нуля. Стоговы получили деревню Золотилово всего лишь с 6 душами крестьян.
Стоговы состояли в родственных отношениях с Буниными и Бланками.

## Население
| 2002 | 2006 | 2010 |
| ---- | ---- | ---- |
| 6    | ↘4   | ↗16  |